# Euphorbia angularis
Euphorbia angularis es una especie de fanerógama perteneciente a la familia Euphorbiaceae.

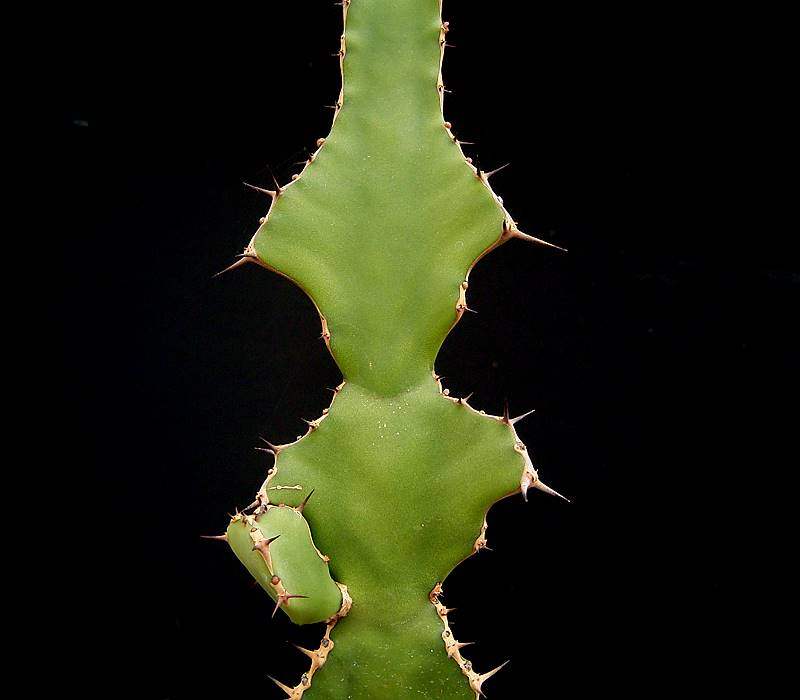
Detalle de la planta

## Descripción
Es un arbusto o pequeño árbol que alcanza hasta 4,5 m de altura, el tallo con 3-4 ángulos, de color gris con espinas a pares.

## Distribución
Es endémica de Mozambique y Sudáfrica.

## Taxonomía
Euphorbia angularis fue descrito por Johann Friedrich Klotzsch y publicado en Naturwissenschaftliche Reise nach Mossambique . . . 6(1): 92. 1862[1861].
Etimología
Euphorbia: nombre genérico que deriva del médico griego del rey Juba II de Mauritania (52 a 50 a. C. - 23), Euphorbus, en su honor – o en alusión a su gran vientre – ya que usaba médicamente Euphorbia resinifera. En 1753 Carlos Linneo asignó el nombre a todo el género.
angularis: epíteto latino que significa "con ángulos".
sinonimia
- Euphorbia abyssinica var. mozambicensis Boiss.[5][6][7]